# 斯通-冯诺伊曼定理
在数学和理论物理学中，斯通-冯诺伊曼定理是指位置和动量算子间的正则对易关系的唯一性的众多不同表述中的一种。它冠名于马歇尔·斯通和约翰·冯·诺依曼。

## 对易关系的表示问题
在量子力学中，物理可观测量在数学上由希尔伯特空间上的线性算子来表示。
对于在实轴 {\displaystyle \mathbb {R} } 上运动的单个粒子，有两个重要的可观测量：位置和动量。在薛定谔绘景中，位置算子 {\displaystyle x} 和动量算子 {\displaystyle p} 在 {\displaystyle \psi } 上的作用定义为{\displaystyle {\begin{aligned}[][x\psi ](x_{0})&=x_{0}\psi (x_{0})\\[][p\psi ](x_{0})&=-i\hbar {\frac {\partial \psi }{\partial x}}(x_{0})\end{aligned}}}定义域 {\displaystyle V} 中的 {\displaystyle \psi } 是 {\displaystyle \mathbb {R} } 上的紧支撑无穷可微函数。假定 {\displaystyle \hbar } 是一固定的非零实数——在量子理论中 {\displaystyle \hbar } 即是约化普朗克常数，其具有作用量的量纲（即能量乘时间的量纲）。
算子 {\displaystyle x}, {\displaystyle p} 满足正则对易关系的李代数：{\displaystyle [x,p]=xp-px=i\hbar .}赫尔曼·外尔在他的经典著作中指出，若 {\displaystyle x}, {\displaystyle p} 是作用于有限维空间上的线性算子，除非 {\displaystyle \hbar } 为零，否则它们不可能满足上面的对易关系。这一点可通过对第二个等号的两边取迹并使用关系 {\displaystyle \operatorname {Tr} (AB)=\operatorname {Tr} (BA)} 之间看出：左边将为零，而右边却非零。进一步的分析表明，任何两个满足上述对易关系的自伴算子不可能同时是有界的（事实上， Wielandt的一个定理表明，任何赋范代数的元素都不可能满足该关系）。为了记号上的方便， {\displaystyle \hbar } 的非零平方根可以被吸收到 {\displaystyle x}, {\displaystyle p} 的定义中，如此也就是说可以用 1 替换它，下文将使用这种约定。
斯通-冯诺伊曼定理的思想是，正则对易关系的任意两个不可约表示都是幺正等价的。然而，由于所涉及的算子必然是无界的（如上所述），存在一些棘手的定义域问题，允许反例的存在。 :Example 14.5为了获得严格的结果，必须要求算子满足标准对易关系的指数形式，即所谓的外尔关系。指数映射后的算子是有界且幺正的。虽然这些关系在形式上等同于标准规范交换关系，但这种等价性并不严格，这（同样）是算子的无界性质导致的。（还有一个外尔关系的离散类比，在有限维空间中成立:Chapter 14, Exercise 5 ，即有限海森堡群中的西尔维斯特时钟和移位矩阵，如下所述。）

## 表示的唯一性
人们希望对作用于可分希尔伯特空间的两个自伴算子的正则对易关系的表示进行分类，每个类内的表示都幺正等价。根据单参数酉群的斯通定理，自伴算子与（强连续）单参数酉群之间存在一一对应关系。

令 {\displaystyle Q} 和 {\displaystyle P} 是两个满足正则对易关系 {\displaystyle [Q,P]=i} 的自伴算子；另有两个实参数 {\displaystyle s} 和 {\displaystyle t} 。藉由函数演算，可引入 {\displaystyle e^{itQ}}和 {\displaystyle e^{isP}} 及其对应的酉群。（对于上面显式定义的算子 {\displaystyle x}, {\displaystyle p} ，则分别是 {\displaystyle e^{itx}} 的乘法算子和平移变换 {\displaystyle x\mapsto x+s} 的拉回。）容易通过一个形式上的计算:Section 14.2 （用到贝克-坎贝尔-豪斯多夫公式的一个特例）得出{\displaystyle e^{itQ}e^{isP}=e^{-ist}e^{isP}e^{itQ}.}反过来，给定两个满足下面的交织关系的单参数酉群 {\displaystyle U(t)} 和 {\displaystyle V(s)} ：
{\displaystyle \forall s,t,\quad U(t)V(s)=e^{-ist}V(s)U(t),}   (E1)
通过形式上求在 0 处的导数，即可看出它们的两个无穷小生成元满足前文的正则对易关系。单参数酉群的正则对易关系（CCR）的这种交织形式称为CCR的外尔形式。
值得注意的是，前述推导纯粹是形式上的。由于所涉及的算子是无界的，因此一些技术问题会阻止人们在不额外对定义域作假设的情况下应用贝克-坎贝尔-豪斯多夫公式。实际上，确实存在满足正则对易关系却不满足外尔关系 (E1) 的算子。:Example 14.5尽管如此，在“好”的情况下，我们希望满足正则对易关系的算子也将满足外尔关系。
因此，问题变为对联合不可约、且满足可分希尔伯特空间上的外尔关系的两个单参数酉群 {\displaystyle U(t)} 和 {\displaystyle V(s)} 进行分类。答案就是斯通-冯诺依曼定理的内容：所有这样的单参数酉群对都是酉等价的。:Theorem 14.8换句话说，对于不可约地作用于希尔伯特空间 {\displaystyle H} 上的任何两个这样的 {\displaystyle U(t)} 和 {\displaystyle V(s)} ，存在一个幺正算子 {\displaystyle W:L^{2}(R)\to H} 使得{\displaystyle W^{*}U(t)W=e^{itx}\quad {\text{and}}\quad W^{*}V(s)W=e^{isp},}
1. ↑  von Neumann, J., , Mathematische Annalen (Springer Berlin / Heidelberg), 1931, 104: 570–578, ISSN 0025-5831, doi:10.1007/BF01457956
2. ↑  von Neumann, J., , Annals of Mathematics, Second Series (Annals of Mathematics), 1932, 33 (3): 567–573, ISSN 0003-486X, JSTOR 1968535, doi:10.2307/1968535 （German）
3. ↑  Stone, M. H., , Proceedings of the National Academy of Sciences of the United States of America (National Academy of Sciences), 1930, 16 (2): 172–175, Bibcode:1930PNAS...16..172S, ISSN 0027-8424, JSTOR 85485, PMC 1075964 , PMID 16587545, doi:10.1073/pnas.16.2.172
4. ↑  Stone, M. H., , Annals of Mathematics, 1932, 33 (3): 643–648, JSTOR 1968538, doi:10.2307/1968538
5. ↑  Weyl, H. (1927), "Quantenmechanik und Gruppentheorie", Zeitschrift für Physik, 46 (1927) pp. 1–46, doi:10.1007/BF02055756; Weyl, H., The Theory of Groups and Quantum Mechanics, Dover Publications, 1950, ISBN 978-1-163-18343-4.
6. 1 2 3 4 5  Hall, B.C., , Graduate Texts in Mathematics 267, Springer, 2013, ISBN 978-1461471158

1. ↑  [xn, p] = i ℏ nxn − 1, 于是 2||p|| ||x||n ≥ n ℏ ||x||n − 1, 从而, ∀n: 2||p|| ||x|| ≥ n ℏ.